# Florian Pinteaux
« Pinteaux » redirige ici. Pour l’article homophone, voir Pinteau.
Florian Pinteaux, né le 4 février 1992 à Creil, est un footballeur français évoluant au poste de défenseur à l’AS Beauvais Oise.

## Biographie

### En club
En août 2006, il intègre la sélection des 14 ans de la Ligue de Picardie, aux côtés des futurs pros Birama Touré et Rémi Mulumba.
Formé à l'AS Monaco, Florian Pinteaux remporte la Coupe Gambardella en 2011 contre l'AS Saint-Étienne (1-1, 4 tab à 3). Il fait ses débuts avec les professionnels quelques mois plus tard lors d'une victoire 5-0 en Coupe de France sur le terrain d'Alès le 19 novembre 2011. Il joue son premier match de championnat le 17 décembre 2011 en entrant à la pause lors d'un nul 2-2 au Havre AC.
Il signe son premier contrat professionnel avec son club formateur en mars 2012. Sa polyvalence en défense lui permet de disputer au total 14 rencontres sous les ordres de Marco Simone, pour sa première saison.
Avec le remplacement de Simone par Claudio Ranieri, il préfère quitter la Principauté pour être prêté au CS Sedan Ardennes afin d'être sûr d'avoir du temps de jeu en Ligue 2. Il y dispute une saison pleine mais est relégué en National en fin de saison.
Non conservé par l'ASM, il s'engage pour deux saisons avec Le Havre AC le 24 juin 2013.
Après un an et demi en Normandie, il retrouve le sud de la France en s'engageant à l'AC Arles-Avignon mais malgré son aide, le club est relégué en National.
Libre en fin de saison, il s'engage le 1er septembre 2015 en faveur de La Berrichonne de Châteauroux en National.

### En sélection
Il compte cinq sélections en Équipe de France des moins de 20 ans avec laquelle il a disputé le Tournoi de Toulon 2012 aux côtés de ses coéquipiers à l'ASM Nampalys Mendy, Terence Makengo et Valère Germain, terminant à la quatrième place du tournoi.

## Statistiques détaillées
| Saison                | Club                     | Championnat           | Championnat | Championnat | Coupe(s) nationale(s) | Coupe(s) nationale(s) | Total | Total |
| Saison                | Club                     | Division              | M.          | B.          | M.                    | B.                    | M.    | B.    |
| 2011-2012             | AS Monaco                | Ligue 2               | 12          | 0           | 2                     | 0                     | 14    | 0     |
| 2012-2013             | CS Sedan Ardennes (prêt) | Ligue 2               | 28          | 1           | 4                     | 0                     | 32    | 1     |
| 2013-2014             | Le Havre AC              | Ligue 2               | 22          | 1           | 2                     | 0                     | 24    | 1     |
| 2014-2015             | Le Havre AC              | Ligue 2               | 4           | 0           | 1                     | 0                     | 5     | 0     |
| 2014-2015             | AC Arles-Avignon         | Ligue 2               | 15          | 0           | -                     | -                     | 15    | 0     |
| 2015-2016             | LB Châteauroux           | National              | 12          | 0           | 1                     | 1                     | 13    | 1     |
| 2016-2017             | Sparta Rotterdam         | Eredivisie            | 11          | 0           | 1                     | 0                     | 12    | 0     |
| 2017-2018             | FC Chambly Oise          | National              | 9           | 0           | 1                     | 0                     | 10    | 0     |
| Total sur la carrière | Total sur la carrière    | Total sur la carrière | 113         | 2           | 12                    | 1                     | 125   | 3     |

## Palmarès
- AS Monaco
  - Coupe Gambardella
    - Vainqueur : 2011